# Haplochromis brownae
Haplochromis brownae là một loài cá thuộc họ Cichlidae. Nó là loài đặc hữu của Tanzania.